# Хоффман, Мельхиор
Мельхиор Хоффманн (нем. Melchior Hoffmann, ок. 1495, Швебиш-Халль — 1543, Страсбург) — один из лидеров анабаптистского движения в Нидерландах.
Познакомившись с Лютером и Меланхтоном в 1525 году, он ревностно стал пропагандировать Реформацию в Дерпте, Ревеле, Стокгольме, но позже примкнул к анабаптистам и повсюду стал распространять это учение. Его последователи, мельхиориты (иначе: гоффманиты), некоторое время держались в Страсбурге и Южной Германии.

## Биография
Мельхиор Хоффман родился в южно-германском городе Швебиш-Халль (Швабия) и был скорняком по профессии. Его связь с реформационным движением началась с обращения в лютеранство в Прибалтике. 
Находясь под влиянием богословских взглядов Карлштадта, Хоффман участвовал в движении иконокластов, распространившемся среди прибалтийских лютеран, и в результате был вынужден бежать из Ливонии в связи с начавшимися преследованиями. Некоторое время Хоффман провёл в Швеции, а затем в Дании, где он нашёл поддержку в лице датского короля. Однако его богословские взгляды, в частности отрицание реального присутствия в Евхаристии, настроили местных лютеран против него и в 1529 году Хоффман был вынужден уехать в Восточную Фризию, которая оказалась своего рода пристанью для многих радикалов.
В 1530 году Хоффман предпринял поездку в Страсбург, где встречался с Карлштадтом и Швенкфельдом. Под влиянием Карлштадта он отверг крещение в младенческом возрасте, но не принял идею перекрещивания для взрослых. Однако уже через год Хоффман был крещён, после чего занял видное место в Анабаптистском движении. Собрав вокруг себя разрозненные радикальные группы так называемых «сакраментарианцев» (такое название Лютер дал радикалам, отрицавшим как крещение младенцев, так и перекрещивание для взрослых), Хоффман стал фактическим лидером движения в Нидерландах и Нижней Германии. Некоторое время Хоффману приходится провести в Эмдене, в Нидерландах, так как власти Страсбурга пытались его арестовать. Когда волнения улеглись, он вернулся в Страсбург, где был арестован в мае 1533 года и окончил свои дни в тюрьме.

## Учение
Богословие Хоффмана очень схоже с богословием Швейцарских братьев. Однако был ряд отличительных особенностей. Во-первых, очевидно под влиянием Швенкфельда, он принял учение о «Небесном Теле» Христа. Во-вторых, его отличал крайний апокалипсизм. По учению Хоффмана, количество перекрещённых должно достичь 144 тысяч избранных, которые должны ожидать Второе Пришествие Христа в 1533 году в Новом Иерусалиме, каковым был объявлен Страсбург. В этом же году Хоффман, объявивший себя пророком Илией, отправился в Страсбург где был арестован и содержался в заточении в ужасных условиях вплоть до своей смерти.

## Влияние
Учение Хоффмана, особенно его апокалиптические воззрения, создали радикальное апокалиптическое движение в среде анабаптистов, получивших название мельхиориты, от имени Хоффмана. Среди них особо выделились Ян Матис и Иоанн Лейденский, которые объявили, что Второе Пришествие не состоится, пока Новый Иерусалим не будет приготовлен. Новым Иерусалимом они объявили Мюнстер. Мюнстерская коммуна под их предводительством просуществовала 14 месяцев, после чего была жестоко разгромлена католическо-протестантской коалицией.